# Тсусиофиллум
Тсусиофиллум (лат. Tsusiophyllum) — род растений семейства Вересковые. Ранее включался в род Рододендрон.

## Ареал
Растения встречаются в Японии.

## Биологическое описание
Полувечнозелёные кустарнички высотой до 45 см, с мелкими листочками и белыми колокольчатыми цветками.